# 카롤루스 제국
카롤루스 제국은 중세 전기 동안 서유럽과 중부 유럽에 있었던 프랑크계 대제국이다. 751년 이래로 프랑크인의 왕으로, 774년부터는 랑고바르드인의 왕으로 군림했던 카롤링거 왕조 출신들이 다스렸다. 800년에, 프랑크족 왕 카롤루스 대제가 로마 제국을 동방에서 서방으로 옮기려는 노력이 결실을 맺은 것으로 로마에서 교황 레오 3세를 통해 황제로 즉위하였다. 일부 학자들은 카롤루스 제국이 신성 로마 제국의 출발점이었다고 여기기도 한다.
경건왕 루트비히 황제의 사망 이후 벌어진 내전 (840년–843년)이 끝난 뒤, 카롤루스 제국은 독립성을 띤 왕국들로 분열되었는데, 여전히 한 명의 왕이 황제로 인정되나 자신들의 왕국 밖으로 나가면 권한이 거의 없었다. 그럼에도 제국의 통일성과 카롤링거 출신들의 상속권에 대한 인정은 계속되었다. 884년에, 뚱보왕 샤를이 마지막으로 모든 카롤링거 왕국들을 하나로 통일시켜냈으나, 그는 888년에 사망하였고 제국은 즉시 분열됐다. 카롤링거 왕조의 유일한 적법한 남자가 아이인 가운데, 동부 지역의 경우에 귀족들은 카롤링거 왕조 밖 또는 카롤링거의 서출을 왕으로 선출시켰다. 서출계 혈통은 동부에서 911년까지 지배를 계속한 한편, 서부에서는 적출계 카롤링거가 898년에 다시 들어서서 922년부터 936년까지의 공백기를 빼면 987년까지 다스렸다.
시작 시기의 제국 크기는 대략 1,112,000 제곱킬로미터 (429,000 mi2)으로, 인구는 1,000만과 2,000만 사이었다. 제국의 중심부는 루아르강과 라인강 사이의 프랑키아로, 왕궁의 핵심 거처인 아헨이 위치해 있었다. 제국의 남쪽으로는 피레네산맥이 지나갔고 코르도바 토후국과 영토를 맞대고 있다 824년 이후로는 팜플로나 왕국과 영토를 마주했다. 북쪽으로는 데인족들의 왕국과, 서쪽으로는 얼마 안 있어 종속국이 된 브르타뉴와, 동쪽으로는 슬라브족과 아바르족과 경계를 이뤘는데, 아바르족 같은 경우 결국에 제국에 패하여 영토로 흡수되었다. 이탈리아 남부에 대한, 카롤링거 왕조의 영유권은 비잔틴인 (그리스인)과 베네벤토 대공국의 랑고바르드 왕국계 잔존 세력들과 분쟁에 있었다.
"카롤루스 제국" 혹은 "카롤링거 제국"이라는 용어는 현대에 만들어진 것으로 동시대에서는 사용되지 않았다. 제국 내 공용 언어는 라틴어였다. 제국의 이름은 universum regnum (지역 왕국들과 대조되는 "전[全] 왕국"), Romanorum sive Francorum imperium ("로마인들과 프랑크인들의 제국"), Romanum imperium ("로마 제국"), 또는 imperium christianum ("기독교 제국") 등 다양하게 일컬어졌다.

## 역사

### 카롤링거 왕조의 부흥(732년경–768년)
샤를 마르텔이 왕 (그의 아들인 피핀 3세가 그랬듯이)이나 황제 (손자인 샤를마뉴가 그랬듯이)의 지위를 가지지 않기로 했지만, 그는 피레네산맥 이북의 오늘날 서유럽 대륙의 사실상 완전한 통치자로 있었다. 그가 부분적으로 점령하기도 했던 색슨족들의 잔존 왕국들과, 롬바르디아 지방, 피레네 이남의 마르카 히스파니카 지역들만이 그의 사후에 프랑크 왕국들에 추가된 지역들뿐이었다.
마르텔은 732년 투르 전투에서 무슬림 군대에 맞서 기독교 유럽을 방어하면서 역사에 자신의 자리를 굳혔다. 이베리아의 사라센인들은  베르베르족들의 경기병들을 아랍의 중무장 기병들에 더해 결코 패하지 않았던 강력한 군대를 만들었다. 한편 기독교 유럽 군대는 등자라는 강력한 도구의 부족을 겪었다. 이 시기에, 샤를은 '마르텔' (Martel, 망치)라는 별칭을 얻었다. 로마 및 그 이후에 대한 역사가인 에드워드 기번은 샤를 마르텔에 대해 "그의 시대 최고 대공"이라 칭하였다.
피핀 3세는 741년경에 교황 자카리아의 왕 임명을 받아들였다. 샤를마뉴의 통치는 768년에 피핀이 사망하면서 시작되었다. 그는 형제와 함께 아버지의 왕국을 공동 상속하면서, 형제인 카롤만의 사후 뒤에는 왕국 전체를 지배했다. 샤를마뉴는 800년에 로마 황제로 즉위하였다.

### 샤를마뉴 통치기

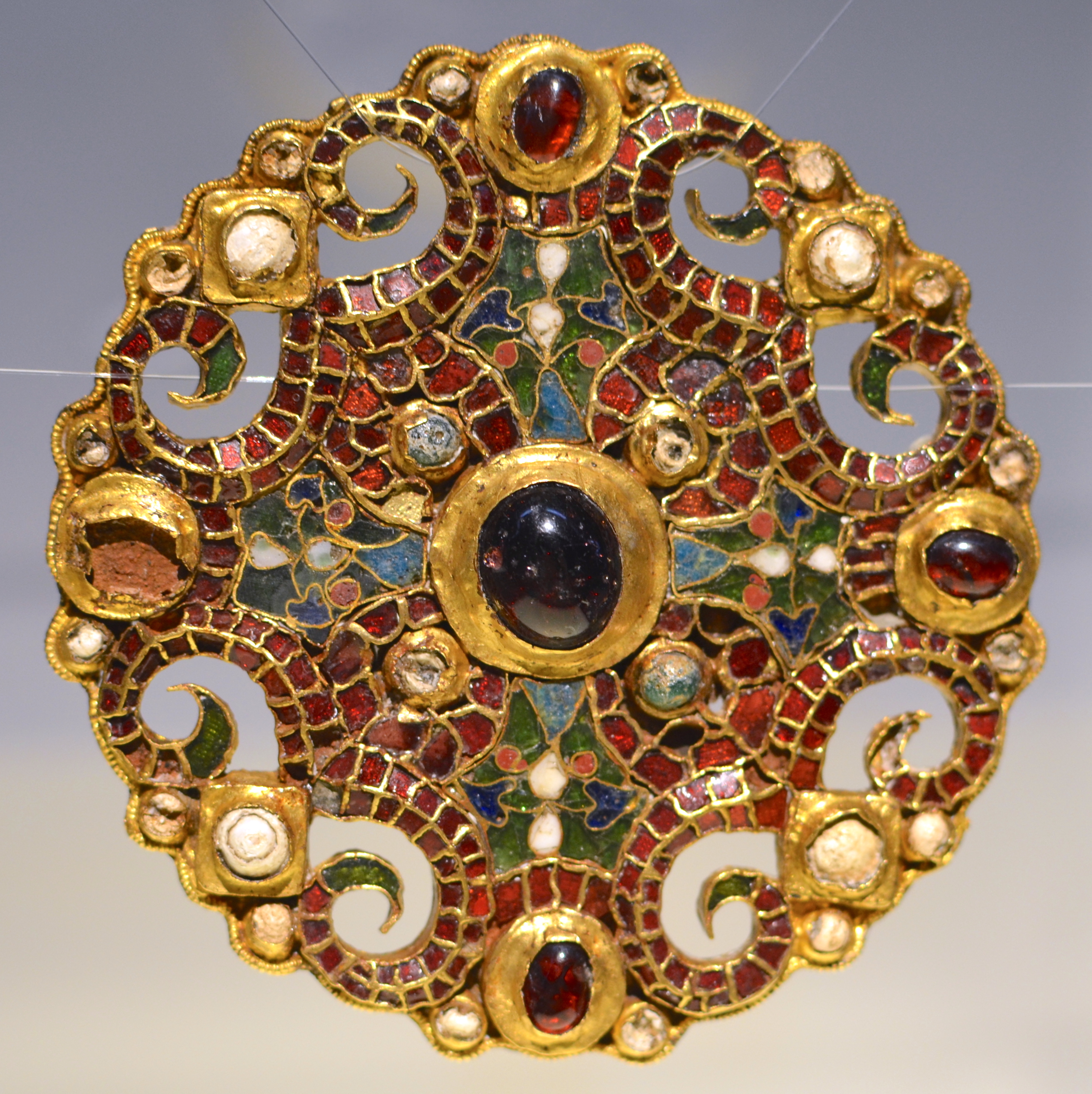
800년경 카롤링거 양식의 칠보 보석류인 도레스타드 브로치. 1969년 네덜란드에서 출토.

샤를마뉴 통치기 카롤링거 제국은 로마 제국이 그랬던 것처럼 서유럽 대부분을 차지했다. 토이토부르크숲의 재앙 (서기 9년)으로 인해 20년도 안 되어 중단된 로마인들의 라인강과 엘베강 사이에 대한 진출과는 달리, 샤를마뉴는 게르만족의 저항을 제압하고 왕국을 엘베강까지 확장시켰고, 지속적으로 러시아 스텝지역에까지 영향을 미쳤다.
샤를마뉴의 통치는 매년 군사 원정에 참여하는 등 거의 끊임없는 전쟁에 연속이었고, 상당 수 그가 직접 전쟁을 이끌었다. 그는 774년에 랑고바르드 왕국을 제압시키고 '랑고바르드의 왕'이라 자칭하며 이들을 자신의 왕국으로 병합시켰다. 그는 이후 778년에 실패로 끝나고 만 스페인 원정을 이끌었으며, 이 원정은 론스보 전투로 종전되었는데,  이 전투는 샤를마뉴의 최대 패배로 여겨진다. 그는 그 뒤로 794년에 바이에른 공작 타실로 3세에게 그가 가진 바이에른에 대한 지위를 포기하도록 하면서 영토를 바이에른으로 늘렸다. 아들인 피핀은 샤를마뉴가 색슨족의 반란 문제를 다룸에 따라 795년에 아바르족들에 대한 원정 명령을 받았다. 마침내 아바르족 부족 연합은 샤를마뉴가 판노니아로 바이에른 군대를 보낸 뒤인 803년에 해체되고 말았다. 그는 또한 772년부터 804년까지 지속된 전쟁 및 반란 진압 중에 색슨족 영토를 정복하였으며 이러한 와중에 782년의 베르덴 대학살과 802년의 색슨법 재정 등이 있었다.
샤를마뉴가 죽기 앞서, 카롤링거 제국은 카롤링거 왕조의 다양한 인물들한테 분열되었다. 이 인물들에는 네우스트리아를 받은 샤를마뉴의 아들인 소 샤를, 아키텐을 받은 경건왕 루이, 이탈리아를 받은 피핀 등이 있었다. 피핀은 810년에 서출인 베르나르도를 두고 사망했고, 샤를은 후계자를 두지 못하고 811년에 죽고 말았다. 베르나르도가 피핀에게 이탈리아의 왕 지위를 승계했음에도, 루이는 813년에 공동 황제가 되어, 제국 전역이 814년에 샤를마뉴의 죽음과 함께 그에게 넘어갔다.

### 경건왕 루이의 재위와 내전 (814년–843년)

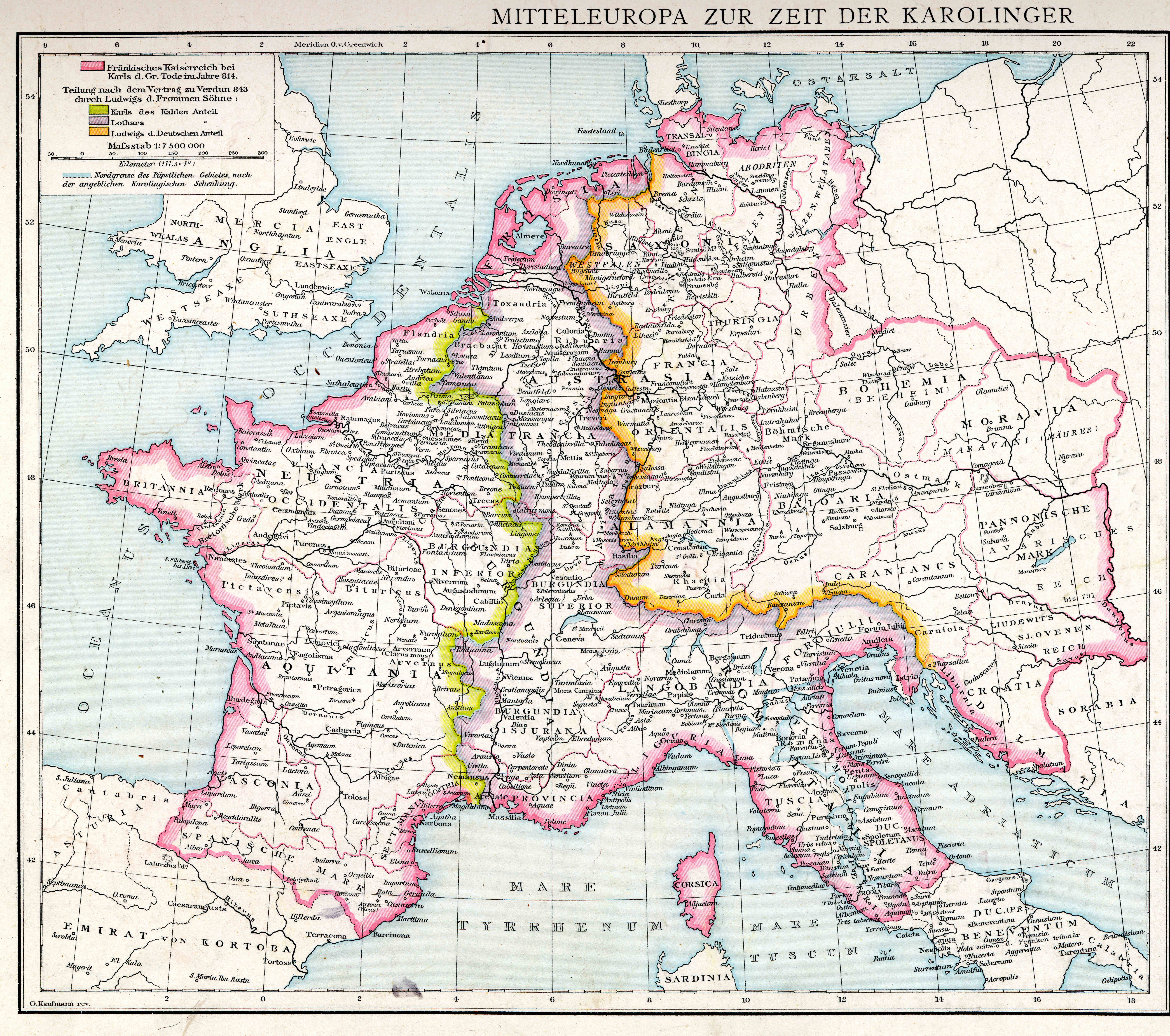
카롤로스 제국의 최대 영토 시기 (814년)와 843년의 분할 (베르됭 조약) 당시의 상세 지도.

황제로서 경건왕 루이의 재위는 예견되지 않은 것이었는데, 샤를마뉴의 삼남이었던 루이는 본래 세 살 나이에 아키텐의 왕위에 올랐다. 그의 형들이 사망하면서, 그는 "왕이 된 소년에서 황제가 될 인물"이 되었다. 그의 재위가 대부분 왕조의 분쟁 및 끊임없는 내전이 드리워져 있지만, 그의 별칭이 말하듯이 그는 종교 문제에 대단히 관심이 많았다. 그가 맨 처음으로 한 일 중 하나가 주로 교회들을 복구하며 '법과 그의 독실한 신앙심으로 사람들을 다스리는 것'이었다. "천문학자"가 말하길, 아키텐 왕 시절에, 그가 "낭독과 낭송 학문을 한층 드높였고, 한 사람이 이해할 수 있는 것보다 훨씬 빠르게 세속 및 종교적 문서들을 이해했다"라고 하였다. 그는 또한 재위 이전에 사라진 많은 수도원들을 복구하는 데 대단한 노력을 들였고, 또한 새로운 수도원을 짓는 데에도 후원을 하였다.
경건왕 루이의 재위는 안정성이 부족했다. 그는 자주 제국의 통치권을 유지하는 데 투쟁을 해야만 했다. 샤를마뉴의 사망 소식을 듣자마자, 그는 아헨으로 재빨리 이동해 왈라같이 여러 샤를마뉴가 신뢰한 조언자들을 추방시켰다. 왈라와 그의 자식들은 샤를 마르텔의 막내 아들의 후손들이었고, 잠재적인 왕가를 대체할 가문으로서 위험 요소였다. 이들의 수도원으로 추방이 그의 지위를 강화시키고 잠재적 경쟁 상대를 제거하는 데 그의 재위 초기에 많이 사용한 전략이었다. 817년에 그의 조카인 이탈리아의 베르나르도 국왕이 루이의 장자인 로타르의 가신이 되는 것에 불만을 품고 그에게 반기를 들었다. 이 반란은 루이에게 빠르게 진압됐고 818년 무렵에 이탈리아의 베르나르도는 붙잡혀 처벌을 받게 되었는데 이 처벌은 눈을 멀게 하는 것이었다. 그렇지만 후유증으로 이틀 뒤에 사망하고 말았다. 이탈리아는 제국의 지배 하에 다시 놓이게 됐다. 822년에 베르나르도의 죽음에 대한 루이의 행위는 귀족들에게 황제로서 그의 권위를 대단히 떨어트리게 했는데 일부는 그에게 '서임권' 문제를 거론하기도 했다. 그럼에도, 817년에 루이는 첫 번째 결혼에서 낳은 아들들에게 새로운 카롤링거 왕위 세 개를 설치해주었는데 로타르는 이탈리아의 왕이자 공동 황제가 되었고, 피핀은 아키텐의 왕이 되었고, 독일인 루트비히는 바이에른의 왕이 되었다. 823년에 유언을 통해 대머리왕 카를을 넷째 아들 (재혼을 통해 태어남)로 들이려는 시도는 카를의 형들의 저항에 마주쳤다. 이것이 루이의 아들들 사이에 불화의 이유 중 하나가 된 것과 동시에, 일부는 로타르와 불화가 있던 고관인 셉티메니아의 베르나르가 사주한 것이라고 주장하기도 하는데, 로타르는 829년에 공동 황제직을 회수당하고 이탈리아 왕위도 뺏겼으며 (이 이유는 알려져 있지 않으며 천문학자는 '루이가 로타르를 이탈리아로 돌려보내기 위해 자리를 뺏었다' 고 간단히 설명한다.) 베르나르는 황제 다음의 직위에 올랐다. 베르나르가 황제뿐만 아니라 황후에게도 영향력이 있음에 따라, 추가적인 갈등이 유력한 귀족들 사이에 형성되었다. 루이의 차남인 피핀 역시도 불만을 품었는데 그는 827년에 군사 원정을 진두지휘했으나 실패하였고, 그는 아키텐의 통치에 있어 아버지의 고압적인 개입에 진절머리가 났다. 이에 따라, 성난 귀족들은 피핀을 지지했고, 830년 사순절에 내전이 발발하여, 루이의 재위 기간 말년은 내전으로 고통받았다.
부활절이 지나자마자, 그의 아들들은 루이의 제국을 공격했고 로타르를 지지하며 아버지를 폐위시켰다. 천문학자는 루이가 '이름만 황제인채' 아들에게게 구금되어 여름을 지냈다고 하였다. 다음 해에 루이는 상속 계획을 바꾸며 그의 아들들의 왕국을 공격했다. 루이는 네우스트리아를 피핀에게 주었고, 로타르의 지위를 빼앗은 다음에 이탈리아 왕국을 카를에게 주었다. 832년의 또 다른 분할은 피핀과 게르만인 루트비히를 완전히 배제하고,로타르와 카를을 왕국의 단독 후원자로 만들어, 이를 통해 피핀과 게르만인 루트비히가 같은 해에 봉기을 일으키도록 촉발시켰으며, 뒤이어 833년에 로타르와 함께 이들은 경건왕 루이와 카를을 감금하였다. 로타르는 중재를 구실로 하여 로마에서 교황 그레고리오 4세를 데려왔으나, 그가 의도한 교황의 목적은 루이를 폐위시키고 파문함으로써 로타르와 그의 형제들을 합법화시키는 것이었다. 835년경에, 평화 조약이 이 가족들 사이에 이뤄졌고, 루이는 메츠의 성 스테판 교회에서 황제 자리에 복위되었다. 838년에 피핀이 죽자, 루이는 카를을 아키텐의 왕으로 즉위시켰고, 반면 아키텐의 귀족들은 피핀의 아들 피핀 2세를 왕으로 즉위시켰는데, 이 분쟁은 860년에 피핀이 사망할 때까지 봉합되지 않았다. 경건왕 루이는 840년에 마침내 사망했고, 로타르는 분할에 관계없이 제국 전체에 대한 권리를 주장했다.
이 결과로, 카를과 게르만인 루트비히는 로타르를 상대로 전쟁을 선포하였다. 퐁트누아 전투에서 패한 뒤, 로타르는 아헨으로 달아나 새로운 군대를 양성하였는데 이들은 동생들의 군대보다 질이 좋지 못했다. 스트라스부르 서약으로, 842년에 카를과 루트비히는 루트비히가 황제에 적합하지 않다고 선포하였다. 이 사건은 베르됭 조약까지 루트비히와 카를 간의 카롤루스 제국의 동서 분할을 명확히 했다. 유럽 역사에 있어 중대 사건으로 여겨지는, 스트라스부르 조약은 프랑스와 독일의 탄생을 상징한다. 카롤링거 제국의 분할은 마침내 843년경에 베르됭 조약으로 경건왕 루이의 세 아들들 간에 합의가 이뤄졌다.

### 베르됭 조약 이후 (843년–877년)
로타르는 황제 지위, 이탈리아 왕위, 중프랑크 왕국이라 한데 묶이는 라인강과 론강 사이의 영토을 받았다. 루트비히는 라인강 동쪽과 이탈리아 북동쪽에 해당하는 모든 영토에 대한 왕위를 부여받았는데, 이 영역은 동프랑크 왕국이라 불리며 현대 독일의 전신에 해당한다. 카를은 론강 서부의 모든 영토를 받았으며, 이곳은 서프랑크 왕국이라 불린다.
로타르는 장자인 루도비코 2세에게 844년에 이탈리아 왕위를 양위하였고, 850년에는 그를 공동 황제로 지명했다. 로타르는 영토를 세 영역으로 분리하고 855년에 사망했는데 루도비코가 이미 지니고 있던 영토는 그의 것이 되었고, 옛 부르군트 왕국의 영역은 삼남인 부르군트의 샤를에게 부여됐으며, 전통적 명칭이 없었던 남은 지역은 차남인 로타르 2세의 것이 되었는데 이 영역은 로타링기아로 불렸다.
아버지가 죽을 때 추가 영토를 받지 못한 것에 불만을 품은 루도비코 2세는 858년에 형제인 로타르 그리고 숙부인 대머리왕 샤를에 맞서 숙부인 독일인 루트비히와 동맹을 맺었다. 로타르는 얼마 안 되어 형제와 숙부와 분쟁을 해결했다. 샤를은 침공에 맞서 군대를 소집할 수 없을 정도로 인기가 없었고 부르군트로 달아났다. 그는 주교들이 독일인 루트비히가 왕위에 오르는 것을 거부하고 나서야 몸을 보호할 수 있었다. 860년에, 대머리왕 샤를은 부르군트의 샤를을 공격했으나 격퇴당하고 말았다. 로타르 2세는 아내와의 이혼에 대한 지지를 대가로 862년에 루도비코 2세에게 영토를 양도했는데, 이는 교황과 그의 숙부들 간의 반복된 분쟁들을 야기했다. 부르군트의 샤를은 863년에 사망했고, 그의 왕국은 루도비코 2세가 상속하였다.
로타르 2세는 적자를 두지 못한 채 869년에 사망했고, 그의 왕국은 대머리왕 샤를과 독일인 루트비히가 870년 메르센 조약으로 갈라 가져갔다. 한편, 독일인 루트비히는 세아들과 분쟁에 휩싸였다. 루도비코 2세는 875년에 사망했고, 독일인 루트비히의 장자인 카를로만을 후계자로 지명했다. 교황의 지지를 받은 대머리왕 샤를은 이탈리아의 왕 및 카를로스 제국의 황제로 즉위했다. 다음 해에, 독일인 루트비히가 사망했다, 샤를은 마찬가지로 그의 왕국을 흡수하려 했으나 안더나흐에서 결정적 패배를 했고, 동프랑크 왕국은 소 루트비히, 바이에른의 카를로만, 비만왕 카를 등에게 분할됐다.

### 쇠퇴 (877년–888년)

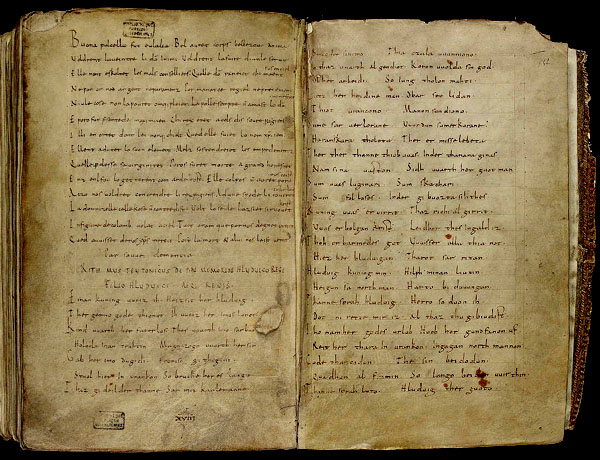
서프랑크의 루이 3세의 바이킹들에 대한 승리를 기념하는 서사시인 '루트비히의 노래'에 대한 사본

대머리왕 샤를이 죽은 뒤, 카롤루스 제국은 북쪽과 서쪽에서 바이킹들의 침입에 놓였고 이탈리아에서 발트해, 동쪽에서는 헝가리에서 서쪽으로는 아키텐까지 내부 갈등에 직면하였다. 대머리왕 샤를이 몽스니를 지나가다 사망했고, 서프랑크의 왕 자리를 그의 아들 말더듬이 루이가 계승했으나 황제 직위는 상실하고 말았다. 말더듬이 루이는 몸이 약했고 2년 뒤에 죽고 말았으며, 그의 왕국은 두 아들들에게 분할되었는데 루이 3세는 네우스트리아와 프랑키아를 가져갔고 카를로만은 아키텐과 부르군트를 차지했다. 이탈리아 왕국은 최종적으로 바이에른의 카를로만에게 주어졌으나, 뇌졸중으로 이탈리아를 그의 동생인 뚱보왕 샤를에게 바이에른은 작센의 루트비히에게 넘겨주게 되었다. 또한 879년에, 빈의 보소는 프로방스에 저지 부르군트 왕국을 세웠다.
881년에, 뚱보왕 샤를은 황제로 즉위했고 작센의 루트비히와 프랑키아의 루이 3세는 다음 해에 사망했다. 작센과 바이에른은 뚱보왕 샤를의 왕국에 통합되었고, 프랑키아와 네우스트리아는 아키텐의 카를로만에게 주어졌는데 그는 또한 저지 부르군트를 정복하기도 했었다. 격동적이고 불안정한 치세를 보낸 카를로만은 884년에 사냥 중에 사고로 죽고 말았고, 그의 영토는 뚱보왕 샤를이 상속하여 사실상 샤를마뉴의 제국이 재건되었다.
뇌전증으로 생각되는 병을 앓던 샤를은 바이킹 약탈자들한테서 왕국을 지켜낼 수 없었고 886년에 파리에서 이들의 철수를 돈으로 산 뒤 그는 궁정에서 비겁하고 무능한 자으로 여겨졌다. 다음 해에 바이에른의 카를로만 왕의 서출이자 그의 조카인 케른텐의 아르눌프가 반란을 일으켰다. 반란에 맞서기보다는, 샤를은 나이딩겐으로 달아나 다음 해인 888년에 사망하면서, 제국의 분열과 계승 문제를 남기고 말았다.

### 제국의 분할

#### 887–88년의 분할
카롤루스 제국은 분열되었다. 아르눌프는 케르텐, 바이에른, 로트링겐, 현재의 독일 지역을 점유했고, 파리의 외드는 서프랑크(프랑스)의 왕으로 추대되었으며, 라눌프 2세는 아키텐의 왕이 되었고, 이탈리아는 프리울리의 베렌가리오에게 주어졌고, 고지 부르군트는 루돌프 1세에게, 저지 부르군트는 저지 부르군트의 왕인 아를의 보소의 아들이자 루트비히 2세 황제의 외손인 맹인왕 루트비히에게 넘어갔다. 로타링기아의 나머지 영토는 부르고뉴 공국이 되었다.

## 인구
중세 초기 당시 인구학은 대표적으로 어려운 분야이다. 크리스 위컴은 저서 'Framing the Early Middle Ages'에서 중세 초 인구에 관하여 신뢰할 만한 통계 자료가 현재는 없다고 하기도 했었다. 그럼에도 가장 그럴싸한 것은 카롤루스 제국의 대부분의 도시가 동일 시기 로마에서 측정된 20–25,000명을 넘지 못 했다. 제국 전역에서, 인구가 서기 750년부터 850년까지 점진적으로 늘어났다. 1,000만에서 2,000만 명의 수치가 제시되고 있으며, 이 측정치는 제국의 규모와 이론 상의 인구 밀도를 기반으로 가정된 것이다. 그렇지만, 최근에 티모시 뉴스필드는 인구 팽창에 대한 생각에 의문을 재기하며, 이 이전 시기인 서기 541년-750년에 반복적인 질병의 영향을 감안하고 이들이 카롤링거 시기 유럽의 잦은 기근을 무시한 것에 대해 학자들을 비판하였다.
그린란드의 빙하코아 샘플인 'GISP2' 같은 기후 프록시를 사용한 한 연구에서 얼마 안 가 혹독한 겨울이 몇번 발생하기는 했지만, 카롤루스 제국 초기에는 상대적으로 온화한 기후였을 수 있다는 것을 밝혀졌다. 동시에 카롤루스 제국의 인구에 이러한 발견 요소들이 미치는 영향은 파악하기 어렵다.

### 민족성
카롤링거 제국의 민족성에 대한 연구들은 대부분이 한정적이다. 그럼에도, 카롤루스 제국은 프랑크인, 알레만니인, 바이에른인, 튀링겐인, 프리슬란트인, 랑고바르드인, 고트인, 로마인, 켈트인, 바스키인, 슬라브인 등 같은 주요 민족 집단들이 거주했다고 받아들여지고 있다. 민족성이란 이 시기의 여러 신원 확인을 위한 여러 방식 중 하나일 뿐이고 사회적 지위와 정치적 힘을 나타내기 위한 하나의 방식일 뿐이었다. 여러 지역 및 민족적 정체성들이 유지되어 이후에는 정치적 역할에 있어 중요하게 작용했을 것이다. 법률에 있어서, 민족적 정체성은 어느 민족들에게 어느 법률을 적용시키는 걸 결정하는 데 도움을 주었으나, 이런 방식들은 다소 유동적이었기 때문에 민족성에 대한 명확한 표현은 아니었다.

### 성별
카롤루스 시대 재산 조사 및 폴리프티카 등에서 비롯한 증거 자료들은 여성의 기대 수명이 이 시기에는 남성보다 낮았음을 나타낸다. 그렇지만, 이는 기록 편향에 결과일 가능성도 있다.

## 정부
카롤루스 제국의 정부, 행정, 조직은 800년경 샤를마뉴의 궁정에서 형성됐다. 이 해에 샤를마뉴는 황제가 되었고 새로운 직위에 걸맞게 현존하는 행정 체계를 개선하였다. 아헨에서 이뤄진 이 정치 개혁은 남은 중세 시기 서유럽 지역의 정치적 정의에 막대한 영향을 미쳤을 것이다. 옛 메로빙거의 거버넌스 구조에 대한 카롤링거의 개선은 강력해진 중앙 통제, 효율적인 관료 체계, 정부 책무성, 문화 부흥 등에 있어서 역사가들에게 높은 평가를 받고 있다.
카롤루스 제국은 로마의 멸망 이래로 서방에서 가장 거대한 영토였으나, 역사가들은 카롤루스 제국 황제들의 영향력과 통제력의 정도에 있어서 의문감을 표하고 있다. 법률적으로, 카롤링거 제국의 황제는 소유하고 있는 모든 영토에 대한 지배와 통제권인 '반눔'을 행사하였다. 또한, 황제는 재판 문제에서 최고 재판권을 지녔고, 법을 제정하며, 군대를 지휘하고, 교회와 빈자들을 수호하였다. 황제의 행정권은 자신을 주변으로 왕국, 교회, 귀족을 구조화시키려 했으나, 이에 대한 유용성은 가신들의 충성, 지지, 능률에 직접적으로 의존되었다.

### 군사
샤를 마르텔의 취임과 작센족(색슨족)과의 전쟁 종결 사이 거의 매년 프랑크의 군대는 종종 적의 영토로 군사 활동 및 원정을 벌였다. 여러 시기 샤를마뉴는 부활절 시기에 군대를 소집하여 일반적으로 여름에 실시될 군사 활동을 벌였는데 이는 여름 때 야전군을 위한 충분한 공급을 마련하기 위한 것일 거이다. 샤를마뉴는 모든 소집 병사들이 무기를 소지 및 가져올 것을 요구하는 법규를 통과시켰는데 부유한 기수들은 갑옷을 마련하여 가져와야만 했고, 가난한 자들은 방패와 창을 챙겨야 했고, 수레를 모는 자들은 활과 화살을 챙겨야만 했다. 규정에 따라, 병사들은 특정 장소에 도달하기 전까지 식량을 전부 먹어치우지 말라는 지시를 받았고, 수레는 세 달 치의 식량과 여섯 달 치의 관련된 장비를 비롯해 무기 및 의류를 실어야 했다. 종심방어 체계 대신에 기동성에 대해 우선을 두었는데, 점령된 요새 시설은 보통은 파괴되어 장래에 카롤링거 왕조에 대항하는 데 사용되지 않게 하였다. 800년 이후 그리고 경건왕 루이 치세 때, 확장에 대한 노력은 줄어들었다. Tim Reuter는 루이 치세 많은 군사적 노력들이 대부분 방어 목적이었고 외부 위협에 대한 대응이었음을 증명하였다.
카롤루스 왕조의 군사적 성공이 730년대에 샤를 마르텔이 조직한 기병 전력의 사용을 바탕으로 한다는 평가가 오랜 기간 계속되고 있다. 그렇지만, '기병 혁신'이 카롤루스 시대에 이르거나 샤를마뉴 재위에 발생한 것이 아닌 것은 분명하다. 왜냐하면 등자는 8세기 말까지 프랑크인들에게 알려지지 않았고 따라서 말을 탄 병력들은 공격할 때만 검과 랜스를 쓰고 돌격할 때는 사용하지 않았을 것이다. 카롤루스 제국의 군사적 성공은 주로 공성술과 뛰어난 작전 시행에 의존했었다. 그럼에도, 많은 수의 말들이 샤를마뉴 시대에 프랑크의 군사적 목적으로 사용됐다. 이는 말들이 병사들을 먼거리를 빠르게 운송해주었기 때문이며, 이런 점은 거대한 제국을 건설하고 유지하는 데 필수적이었다. 카롤루스 군대에 있어 말의 중요성은 프랑크 왕가의 연감을 통해 나타나 있다. 연감은 샤를마뉴가 791년에 군사 원정 중에 있었고 이때 말들에게 역병이 일어나 [...] 겨우 수만 마리 중에 10분의 1만이 살아남았다고 전한다. 말의 부족은 카롤루스 제국의 군대가 판노니아의 아바르족과의 전쟁을 이어나가는 걸 방해하는 데 일조했다.

### 궁전

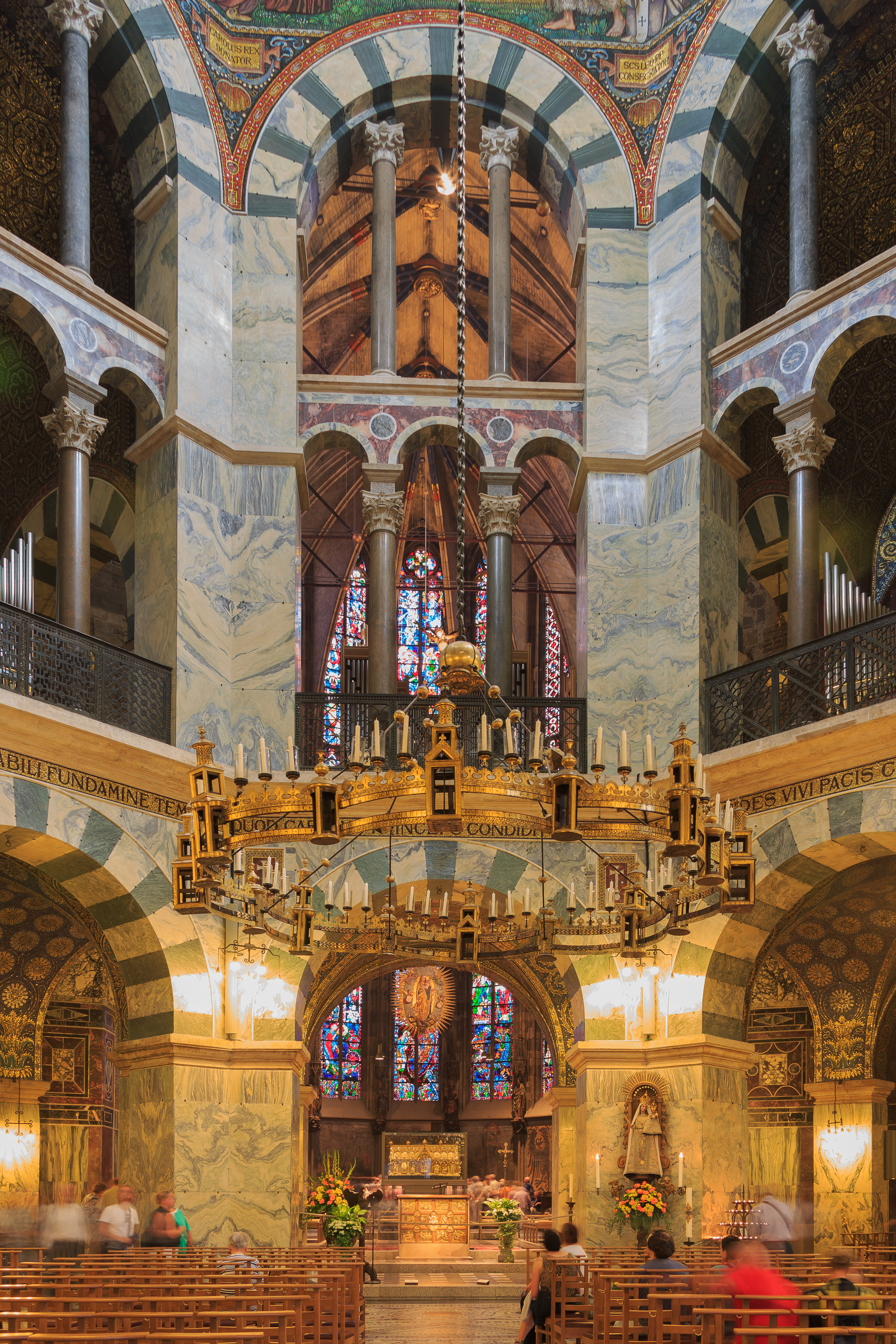
독일 아헨의 팔라틴 예배당 내부

이 시대의 모든 서유럽 왕국들의 전형적인 특징이 순회 궁전이었고, 따라서 카롤루스 제국에는 영구적인 수도가 존재하지 않았다. 그럼에도 일부 궁전들은 중앙 행정의 거점들로 구분된다. 샤를마뉴는 재위 초에 아헨 (프랑스어: Aix-la-Chapelle 엑스라샤펠[*]; 이탈리아어: Aquisgrana 아퀴스그라나[*])으로 향했다. 그는 780년대 그곳에 궁전을 짓기 시작했으며 본래 계획은 곧장인 768년에 건설을 착공했을 예정으로 여겨진다. 796년에 지어진, 궁전의 채플은 후대에 아헨 대성당이 되었다. 아헨에서 건설 작업이 계속되던 790년대 동안 샤를마뉴의 아헨 궁전은 770년대에 비해 한층 더 행정의 중심으로 자리잡았는데 770년대에는 궁전이라는 것이 전쟁 중에 있던 막사에 세워지곤 했었다. 아헨이 영구적 수도로서 분명하게 의도된 것이 아니었기에 이 궁전은 귀족 및 성직자들 위한 회의 장소로 역할을 하기 위하여 샤를마뉴 왕국의 정치적 심장부에 지어졌는데 이를 통해 이곳에서 후원이 이뤄지고, 자문단이 소집되고, 법이 입법되고, 심지어는 신학자들이 연구 목적으로 모이기도 했었다. 아헨은 또한 수행원 및 성직자 같은 이들이 제국 전역에서 수집한 정보 및 소문들의 집합 장소이기도 했다. 물론, 샤를마뉴 말년까지 아헨의 왕궁이 정부의 중심지이기는 했지만, 그의 궁전은 자주 옮겨졌고 프랑크푸르트, 잉겔하임, 네이메헌 등에 있는 왕궁도 사용되었다. 이런 왕궁의 사용 방식은 여러 카롤루스 왕조의 통치자들의 재위 내내 카롤루스 궁전에서 사용된 왕궁 정부 체계의 시작에 대한 계기였을 것이다. Stuart Airlie는 카롤루스 왕조 영토 전역에 150개가 넘는 궁전이 궁정 활동을 위한 환경을 제공했을 것이라 시사했다.
왕궁들은 단순히 행정의 중심지일 뿐만 아니라 중요한 상징으로 자리 잡고 있었다. 샤를마뉴 시기에 왕궁의 이점은 정복으로 쌓아올린 부를 상징적인 행정 시설뿐만 아니라 왕조의 권위를 알리기 위한 전환에 있었다.아인하르트는 이른 바 '공공 시설물들'의 건축이 샤를마뉴의 위대함에 대한 증거이자 이전 황제들과의 유사성이며 이러한 연관성은 분명하게 왕궁의 장식에 대한 형상화에 의해 이용되었다라고 주장하였다. 잉겔하임은 이러한 상징성과 이에 따른 단순히 국가 경영에 그치지 않은 왕궁 체계의 중요성을 보여주는 특별한 예이다. 잉겔하임 왕궁의 채플 '성서에서의 표현과 관련되어 있고' 왕궁의 홀은 고대의 통치자들과 더불어 샤를 마르텔, 피핀 3세 등 카롤루스 왕조의 통치자들을 포함한 '위대한 왕들의 행위를 기념하는 그림들'로 장식되어 있다' 고 한다.
경건왕 루이는 아키텐 왕으로 재위하던 때 샤를마뉴와 동일한 효과로서 왕궁 체계를 사용했으며 아키텐에 있는 동안 겨울 왕궁을 네 개나 돌려 사용했다. 황제 시절에 그는 아헨, 잉겔하임, 프랑크푸르트, 마인츠를 사용했는데 이곳들은 거의 항상 '896–928년 기간 한 해에 2번 혹은 3번 총회의가 개최되는...' 동일한 장소였고 그가 자유롭지 못한 지배자이던 시절, 이때 재위 기간은 분명하게 더 정적인 것으로 묘사되었다. 이런 방식에 있어서 이 왕궁 체계는 통치 방식의 연속성이라는 도구로서도 볼 수 있다. 카롤루스 제국의 분열 이후에도 이 왕궁 체계는 콩피에뉴를 중심으로 하던 용맹왕 샤를과 더불어 후대의 카롤링거 지배자들이 계속 사용했으며 콩피에뉴의 왕궁 채플 같은 경우에는 877년에 성모 마리아에게 봉헌되었고, 일부는 아헨의 성모 예배당과의 연속성에 대한 흔적이라고도 한다. 독일인 루트비히의 경우, 프랑크푸르트가 그만의 신(新)아헨으로 여겨지고 알자스 셀레스타에 있는 비만왕 샤를의 왕궁은 특히나 아헨 왕궁을 모방하여 설계됐다.
카롤루스 제국의 중앙 행정 및 통치 방식을 위한 이 왕궁 체계의 대한 개념에 대해서 역사가 F. L. Ganshof는 의문을 제기하였는데, 그는 카롤링거의 왕궁들은 “동시대 비잔티움 황제들이나 바그다드의 칼리프들의 왕궁들처럼 사용 가능한 특별화된 업무 및 부서들에 있어 유사점이 없다"라고 주장하였다. 그러나, Matthew Innes, Rosamond McKitterick, Stuart Airlie 등의 카롤루스 왕조 관련 역사가들의 연구 내용들에서는 왕궁들의 사용이 카롤루스 왕조 통치의 혁신에 있어서 중요하다고 하였고 Janet Nelson은 "왕궁들은 권력이 발산되고 행사되는 장소"라고 주장하였고 카롤루스 왕조의 행정, 학문, 정통성에 있어서 왕궁들의 중요성은 폭넓게 논의되고 있다.

### 왕실
카롤루스 왕가는 자신들이 좋은 정부임을 확실시키기 위해 왕국 이곳저곳을 움직이며 지방고정된 형태가 아니었고 (802년경까지) 소재지에서 유지되었다. 왕가에서 가장 중요한 위치에 있던 자들에는 사제 (왕국의 모든 교회 업무들에 대한 책임자), 그리고 왕가에 대한 최고 책임권을 가진 궁정백이 있었다. 또한 시종, 청지기, 마굿간지기 등 좀 더 작은 책임자들도 포함되었다. 때로는 카롤루스 왕가가 직접 군대를 이끌기도 했다 (786년에 청지기가 브르타뉴인들에 대한 원정을 이끔).
추정상 사제와 왕가 예배당 간의 관련이 있는 것은 서기단의 수장인 서기장이다. 여기서 만든 문서들은 초보적인 것이었고 대부분 토지 계약과 관련이 있었다. 피핀이 40개, 경건왕 루이가 350개인 것과 대조적으로 샤를마뉴 시기에는 262개의 문서들이 남아 있다.

### 관료
지방에서 카롤루스 제국의 권위를 행사하는 주요 관료 3개가 있었다:
코메스(라틴어: comes)는 백국을 관리하기 위해 샤를 마르텔이 임명한 이들이다. 카롤루스 제국 (바이에른 제외)은  110개에서 600개의 백작령으로 나뉘었는데, 이 각각의 백작령은 코메스의 대리들이 관리하는 켄테나이(Centenae)로 나뉘었다. 처음에 코메스들은 샤를 마르텔이 파견한 왕족 출신들이었으나 802년경 이후로는 지방 출신의 주요 인사들이었다. 이들은 재판, 법령 행사, 군사 징집, 세금 징수, 도로 및 교량 유지 등의 업무를 책임졌다. 이들은 기술적으로는 왕한테서 신분을 박탈당할 수 있었으나 많은 자리들이 세습직이 되었다. 또한 이들은 때로는 부패하기도 했으나 프리울리의 에리크 백작을 예시처럼 대부분은 모범적이었다. 지방의 총독들이 결국에는 일부 백작들을 감독하는 이들이 되었다.
미시 도미니키(라틴어: Missi Dominici)는 본래 임시적으로 임명되는 직위이며, 802년의 개혁으로 상설직이 되었다. 이들은 두 명이 짝을 이루어 파견되었다. 한 명은 세속 업무를 맡고 나머지 한 명은 교회 임무를 띠었다. 고위직에 속한 이들의 지위는 뇌물 수수의 유혹으로부터 이들을 보호하려는 장치로 생각된다. 이들은 1년에 네 차례 순례를 떠났고, 한 번 갈 때마다 한 달은 계속됐으며, and 왕가의 뜻, 알려진 법령을 전파하고, 재판을 심리하며, 이따금 군대를 징집하는 업무를 맡았다.
바시 도미니키는 왕의 봉신들로 보통은 '특권'을 지니고 왕의 군대 내에서 군대를 형성하는 강력한 이들의 아들로 이뤄졌다. 이들은 또한 임시 임무도 수행했다.

### 법률 체계
780년경 샤를마뉴는 사법 관련 지방 체계를 개혁하였고 법률 관련 전문가들인 '스카비니'(scabini)를 창설했다. 모든 법정은 모든 국내법을 알고 있어야만 했던 이 스카비니 일곱 명의 도움을 받았으며 이에 따라 모든 이들이 국내법에 따라 재판을 받을 수 있었다.
재판관들은 뇌물을 받는 것이 또한 금지되었고 사실을 확립하기 위해 증언된 심리를 사용해야만 했다.
802년에, 모든 법들이 성문화되었고 개정되었다(살리카법 역시도 798년과 802년에 개정되었는데, 아인하르트는 29절에서 이것 역시도 불완전했다고 인정했다). 재판관들은 살리카 법전과 리푸아리아법전의 사본을 가지고 있어야 했다.

### 주화

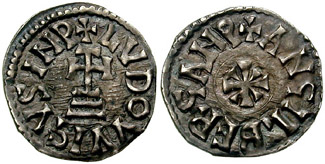
루도비코 2세 황제와 황후 엔겔베르가의 이름으로 대공 베네벤토의 아델키스가 발행한 데나리우스로, 루도비코가 얻어낸 이탈리아 남부 지역 내 카롤루스 제국의 권위의 팽창을 나타낸다

주화는 로마 제국과 깊은 관계성을 지니고 있으며, 샤를마뉴는 그는 그의 다른 제국의 의무와 함께 주화에 대한 규정을 정하였다. 카롤링거의 지배자들은 은화의 구성과 가치를 조절하며 왕국의 은화를 통제하였다.

### 구획
프랑크 왕국은 샤를마뉴를 통해 행정의 용이성을 위해 세 개의 별도 지역으로 나뉘었다. 이 지역들은 프랑크 왕국의 내부 심장부 (아우스트라시아, 네우스트리아, 부르군트)로 미사티카 (missatica) 체계와 순회 왕가를 통해 직접적인 지배 하에 놓였다. 이 중심부 밖은 '레그나'(regna)로 프랑크 행정 당국이 백작들에게 의지하는 곳이며, 레그나 그 밖은 변경 지역이며 강력한 총독들의 지배를 받는 곳이었다. 이 변경 지역 군주들은 브르타뉴, 스페인, 바이에른에 있었다.
샤를마뉴는 또한 아키텐과 이탈리아에 두 개의 소 왕국을 만들었으며, 이 각각은 그의 아들인 루트비히와 피핀이 다스렸다. 바이에른은 또한 자치를 인정받은 총독인 바이에른의 게롤트가 796년에 사망할 때까지 그의 지배 하에 있었다. 샤를마뉴가 이 지역들에 대한 완전한 권한을 가짐과 동시에 이 지역들은 자체적인 재판소 및 화폐제조 시설을 갖추는 등 상당한 자치를 누렸다.

### 플라티쿰 제네랄리스
1년 정기 회의인, 플라티쿰 제네랄리스(Placitum Generalis)는 왕이 지정한 장소에서 매년 개최됐다 (3월과 5월 사이). 세 가지 사유 등으로 소집되었는데, 군사 작전을 위해 프랑스 군대를 소집하기 위해서, 프랑크 왕국에 영향을 미치는 정치적 그리고 교회적 문제를 논하기 위해서, 법률을 제정하고 재판을 하기 위해서 등이었다. 모든 중요한 인사들이 이 회의에 참석해야 했고 따러서 샤를마뉴에게는 그의 뜻을 알리는 중요한 방식이었다. 본래 이 회의는 효율적으로 작동했으나 시간이 흘러 단지 토론 및 귀족들이 그들의 불만을 표현하기 위한 장이 되고 말았다.

### 맹세
충성의 맹세는 샤를마뉴가 그의 모든 신하들로부터 충성심을 확보하기 위한 방법이었다. 이르면 779년부터 그는 다른 자들끼리 맹세를 하는 걸 금지시켰고 이에 따라 모든 이들은 그에게만 충성의 맹세를 할 수 있었다. 789년에 (786년의 반란에 대한 대응으로) 그는 모든 사람들이 왕으로서 그에게 충성을 맹세해야 하는 법을 제정하였으나 802년에 그는 맹세를 대대적으로 늘려 12세가 넘는 모든 이들이 자신에게 맹세를 하게끔 하였다.

### 법령집
법령집은 8세기와 9세기 동안 카롤링거 왕조 왕들이 자문회들과의 협의 중에 내린 결정들에 대한 기록물이다. 법령집의 명칭인 'capitulare'는 장(章)을 의미하는 라틴어 'Capitula'에서 유래했고 장의 방식으로서 쓰여진 기록들을 나타낸다. 이 기록물들은 Sören Kaschke가 일컫길 8세기와 9세기 프랑크 제국의 통치 방식에 있어 가장 중요한 사료라고 여겨졌다. 법령집의 사용은 카롤링거 시대 왕들과 속주들 간의 접촉 패턴의 변화를 나타낸다. 법령집의 내용들은 왕실 예법, 특정 관료들에 대한 지시 사항, 세속 및 교회 문제 등에 대한 자문회의 전달 사항, 법령에 대한 추가 및 개정 등을 포함해 방대한 주제를 담고 있다.
주요 증거물들은 법령집이 필사되어 샤를마뉴 제국 전역에 배포되었음을 보여주나, 법령집의 효과성을 보여주는 증거물이 불충분하고 제국 전역에 실제로 행해졌는지에 대해서도 충분하지 못하다. 샤를마뉴가 점차 활동성이 적어지게 되며, 법령집의 양은 크게 늘었는데, 이는 798년의 대권고문(Admonitio generalis) 이후에 특히나 분명해졌다.
법령집의 목적을 두고 논쟁들도 존재한다. 몇몇 역사가들은 법령집이 '왕가의 희망집'에 불가하다고 말하기도 하고 다른 이들은 중앙집권화된 국가의 기반을 나타내는 것이라고도 한다. 법령집은 보통 세속 순찰사와 교회 순찰사 등으로 짝을 맞추어, 카롤링거 왕국을 주변으로 순회하는 왕가의 인물들인 순찰사들에게 사용되었으며, 순찰사들은 민중들이 모인 집회에서 최신 법령집의 사본을 발표하였다. 순찰사들은 또한 복잡한 지역 문제들을 다루는 다른 일을 하기도 했으며 법렵집 및 샤를마뉴의 영향력을 확장하는 것과 관련 성공을 거두는 데 중요했다고 언급될 수 있다.
샤를마뉴 치세의 유명 법령집에는 다음이 있다:
- 779년 허스탈 법령집: 교회 및 세속 주제를 다루며, 십일조를 내는 대한 중요성, 주교의 역할, 샤를마뉴 제국 이후에 군대를 양성하는 것에 대해 불관용을 언급한다.
- 789년의 대권고문: 샤를마뉴 시기 가장 영향력 있는 법령집 중 하나. 80개가 넘는 장으로 구성되며, 종교와 관련한 여러 법령을 포함한다.
- 794년 프랑크푸르트 법령집: 양자론 및 성상파괴운동에 대해 반하는 언급을 한다.
- 802년 계획 법령집: 사회에 있어 커져가는 시각을 보여준다.
- 814년 유대인에 대한 법령집: 상업 및 대부업에 유대인들이 종사하는 것에 대한 금지를 기술하고 있다.

## 종교와 교회
샤를마뉴는 프랑크 왕국에 있는 모든 이들의 기독교로 개종을 그리고 자신의 제국과 기독교의 전파의 확장을 목표로 했다. 789년의 대권고문은 샤를마뉴의 신하들에 대한 구제 그리고 이전에는 대부분이 문맹들이었던 성직자들을 위한 교육 기준 준비에 있어 샤를마뉴의 책임을 천명하고 있다.
당시의 지식인들은 에우세비우스와 히에로니무스의 계산에 근거해 서기 800년을 [[세계 기원] 6000년으로 믿으며 종말론에 대한 관심을 기울이기 시작했다. 앨퀸 같은 지식인들은 800년 성탄절에 샤를마뉴의 황제 즉위가 7천년의 시작이자 세상의 종말 시대의 시작을 알린다고 생각했었다. 이런 걱정들은 왜 샤를마뉴가 모든 이들을 속죄 행위에 취하도록 했는지를 설명한다.

## 황제
다른 카롤링거 왕조 왕들에 대해선 프랑크인의 왕 문서 참조. 후대 황제들에 대해선, 신성로마황제 참조.
| 이름            | 즉위일                                          | 사망일         | 동시대 주화 및 인장 |
| --------------- | ----------------------------------------------- | -------------- | ------------------- |
| 샤를마뉴        | 800년 12월 25일                                 | 814년 1월 28일 |                     |
| 경건왕 루트비히 | 첫 번째: 813년 9월 11일 두 번째: 816년 10월 5일 | 840년 6월 20일 |                     |
| 로타르 1세      | 823년 4월 5일                                   | 855년 9월 29일 |                     |
| 루트비히 2세    | 첫 번째: 850년 부활절 두 번째: 872년 5월 18일   | 875년 8월 12일 |                     |
| 대머리왕 샤를   | 875년 12월 29일                                 | 877년 10월 6일 |                     |
| 뚱보왕 샤를     | 881년 2월 12일                                  | 888년 1월 13일 |                     |

## 유산

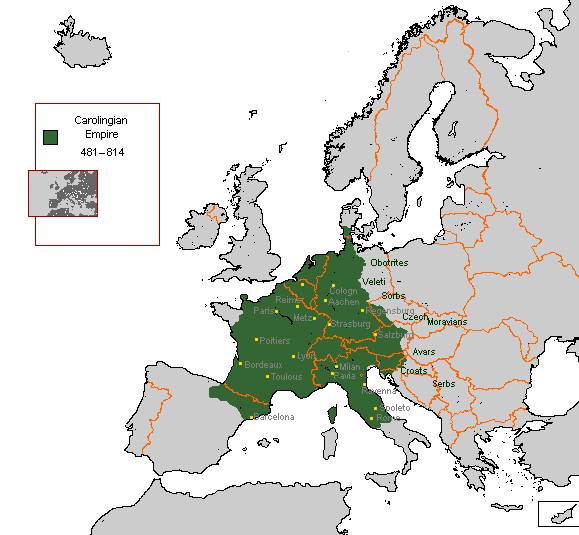
현재 유럽 국경에 카롤루스 제국을 겹처놓은 모습

### 역사학에서 있어 카롤루스 제국
다른 유럽의 왕조 제국과 비교할 때 카롤루스제국은 상대적으로 짧은 기간 존재했음에도, 카롤루스의 유산은 그 유산을 벼려낸 국가보다 오래 지속되었다. 역사학적 측면에서, 카롤루스 제국은 봉건제 혹은 정확히는 현대에 자리 잡은 봉건제라는 개념의 시작으로 본다. 대부분의 역사가들은 샤를 마르텔과 그의 후손들을 봉건제의 창시자들로 규정하는 걸 당연하게 주저할 테지만, 카롤루스 제국의 '템플릿'이 중앙 유럽의 정치적 문화 구조를 마련한 것은 분명하다. 그럼에도 일부는 이 주장에 대해서 반박을 하기도 하는데 마르크 블로크는 봉건제의 탄생에 대한 이 탐색을 '우상의 기원'이라 하며 무시하였다. 아인하르트 같은 카롤루스 시대 작가들에 의해 메로빙거 왕조에서 카롤루스 왕조로 연속성의 변화를 확립하기 위한 공동의 노력이 이뤄진 것을 주목할 수 있는데 , 아마 둘 사이에 그런 획기적인 차이는 존재하지 않았을 것이다.

### 왕조의 상징성
샤를마뉴와 그의 후손들의 단일화된 힘은 여러 유럽의 지도자들이 자신들이 행하는 힘을 강화하는 데 있어 사용되어 왔으며, 샤를마뉴가 그의 전성기에 아우구스투스의 요소들을 반영했던 것과 같은 맥락이다. 신성로마황제라는 지위를 얻어낸 오토 왕조는 자신들 왕조의 야망을 정당화하기 위해 '후계자'로서 카롤링거 왕조와의 먼 관계성을 과장하였다. 군림했던 다섯 명의 오토 왕조 황제 중에 네 명은 또한 아헨에 있는 샤를마뉴 궁전에서 즉위식을 했으며, 아마 카롤링거 제국과 자신들 제국 사이의 연속성을 확립하기 위한 것으로 보인다. 자신들 왕조가 샤를마뉴의 숙적인 삭소니아에서 비롯했음에도, 오토 왕조는 직접적 그리고 간접적 수단을 통해 카롤루스 왕조와 자신들을 연결시켰다. 추가적으로 샤를마뉴에 대한 도상학이 후대 중세 시대에 활용되었는데, 이 당시에 그는 귀감이 되는 기사이자 기사도의 모범으로 묘사됐다.

## 같이 보기
- 카롤링거 르네상스
  - 카롤링거 건축
  - 카롤링거 미술

## 참조
1. ↑  가끔식은 Romanorum (로마인들의)를 대신하여 Romanum (로마인의) 그리고 sive (혹은)를 대신하여 atque(그리고) 등.
2. ↑  알려지지 않은 익명의 작가 (Vita Hludovici 참조)

## 참고 문헌
- Bowlus, Charles R. (2006). 《The Battle of Lechfeld and its Aftermath, August 955: The End of the Age of Migrations in the Latin West》. ISBN 978-0-7546-5470-4.
- Chandler, Tertius; Fox, Gerald (1974). 《3000 Years of Urban Growth》. New York and London: Academic Press. ISBN 9780127851099.
- Costambeys, Mario (2011). 《The Carolingian World》. ISBN 9780521563666.
- Hooper, Nicholas; Bennett, Matthew (1996). 《The Cambridge Illustrated Atlas of Warfare: the Middle Ages》. ISBN 978-0-521-44049-3.
- McKitterick, Rosamond (2008). 《Charlemagne: the formation of a European identity》. England. ISBN 978-0-521-88672-7.
- Reuter, Timothy (2006). 《Medieval Polities and Modern Mentalities》. ISBN 9781139459549.